# 몰타 올림픽 위원회
몰타 올림픽 위원회(몰타어: Kumitat Olimpiku Malti, 영어: Malta Olympic Committee)는 몰타의 국가 올림픽 위원회이다. IOC 코드는 MLT이다. 본부는 그지라에 있으며 유럽 올림픽 위원회에 소속되어 있다.
1928년 발레타에서 설립되었으며 1936년에 국제 올림픽 위원회의 승인을 받았다. 28개 국가 하계 스포츠 종목 연맹이 소속되어 있으며 몰타의 스포츠 발전을 담당한다. 또한 올림픽, 유러피언 게임, 유럽 소국 경기 대회, 코먼웰스 게임을 비롯한 국제 스포츠 대회에 참가하는 몰타의 선수들을 대표한다.

## 같이 보기
- 올림픽 몰타 선수단